# Фишер, Джек Дэвид
Джек Дэвид Фишер (англ. Jack David Fischer; род. 23 января 1974, Луисвилл, округ Боулдер, штат Колорадо, США) — астронавт НАСА, 340-й астронавт США и 553-й космонавт мира.
Стартовал 20 апреля 2017 года в 10:13 мск с космодрома Байконур в качестве бортинженера экипажа транспортного пилотируемого корабля «Союз МС-04» и бортинженера экипажа Международной космической станции по программе основных космических экспедиций МКС-51/52. Вернулся на Землю 3 сентября 2017 года. Продолжительность полёта составила 135 суток 18 часов 8 минут. Совершил два выхода в открытый космос общей продолжительностью 6 часов 59 минут. До поступления в отряд астронавтов проходил военную службу лётчиком-испытателем ВВС США, полковник. После ухода из НАСА в июне 2018 года перешёл на службу в штаб-квартиру Космического командования ВВС США.

## Ранние годы, образование
Джек Дэвид Фишер родился 23 января 1974 года в городе Луисвилл (округ Боулдер, штат Колорадо, США) в семье Гари Фишера и Джобелль Фишер.
В 1992 году Фишер окончил среднюю школу Центаурус (Centaurus High School) в городе Лафейетт (штат Колорадо) и поступил в Академию ВВС США, которую с отличием окончил в 1996 году и получил диплом бакалавра наук в области космического машиностроения. По окончании обучения в составе эскадрильи выпускников слушателей Академии ВВС США был направлен в Массачусетский технологический институт в Кембридже (штат Массачусетс) для завершения работы над дипломом магистра. В 1998 году окончил институт и получил степень магистра наук в области аэронавтики и астронавтики.

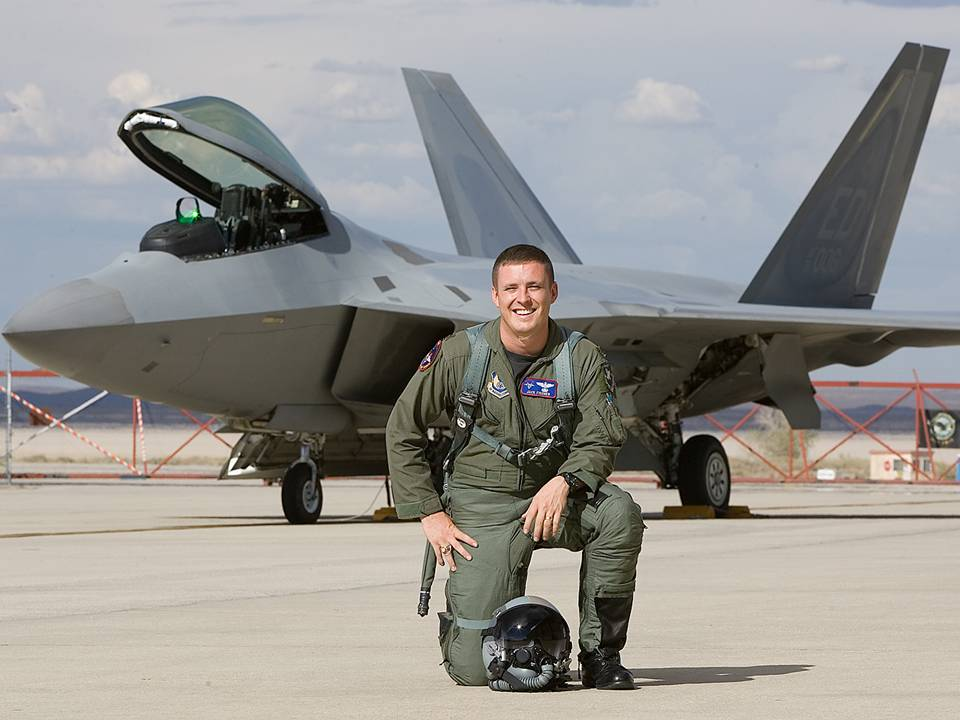
Полковник Джек Д. Фишер

## Служба в Военно-воздушных силах США
В 1998 году на авиабазе «Лафлин» в Техасе прошёл специализированную предвыпускную подготовку лётчиков. Обучался пилотированию самолёта F-15E «Страйк Игл» на базе ВВС «Сеймур-Джонсон» в Северной Каролине, затем был назначен оперативным лётчиком-истребителем в 391-ю истребительную эскадрилью ВВС США. Фишер участвовал в военных операциях «Несокрушимая свобода» в Афганистане и «Южные часы» в Ираке.
В июне 2004 года после окончания школы лётчиков-испытателей на авиабазе ВВС США «Эдвардс» в Калифорнии был направлен ведущим лётчиком-испытателем в 40-ю эскадрилью на авиабазу «Эглин» во Флориде. Испытывал вооружение самолёта F-15, в том числе проводил испытания высокоточной авиационной бомбы GBU-39. В 2006 году Д. Фишер вернулся на авиабазу «Эдвардс». В составе объединенной группы по испытаниям F-22 и 411-й летно-испытательной эскадрильи участвовал в испытании различных самолётов, в том числе истребителя F-22 «Рэптор».
С 2008 года майор Фишер проходил стажировку в командно-штабном колледже ВВС США в Пентагоне. Во время стажировки служил в инициативной группе председателя Объединённого комитета начальников штабов и в отделе космической разведки. Является лётчиком 1 класса. Общий налет составляет более 3000 часов на 45 различных типах самолётов. В 2011 году Фишеру было присвоено звание подполковника ВВС США, а позже — звание полковника.

## Космическая подготовка
29 июня 2009 года майор Д. Фишер был зачислен одним из девяти отобранных в отряд астронавтов НАСА в составе 20-го набора НАСА в качестве кандидата в астронавты, при этом общее число претендентов составило 3500 человек. Двухлетний курс общекосмической подготовки закончил в июле 2011 года, получил квалификацию астронавта и затем работал в различных подразделения Отдела астронавтов НАСА: отделение операторов связи (CAPCOM), отделение корабля «Союз», отделение по операциям на МКС и по интеграции МКС.

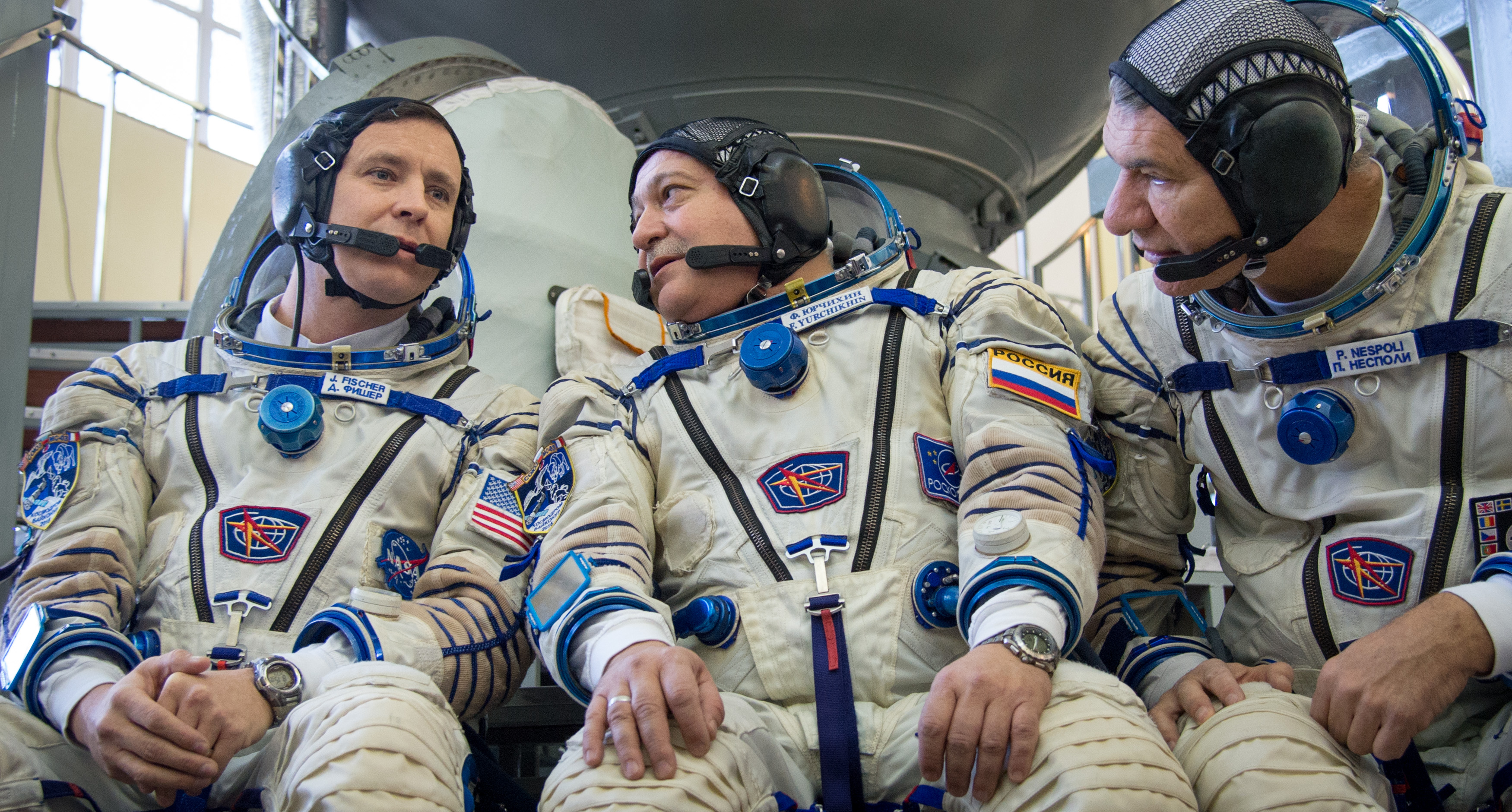
Дублирующий экипаж ТПК «Союз МС-03» в составе: Д. Фишер, Ф. Юрчихин, П. Несполи (24 октября 2016 года)

В сентябре 2013 года на острове Сардиния (Италия) принимал участие в тренировках «на выживание» в пещерах с целью приобретения навыков работы в команде в экстремальных условиях вместе с астронавтами Майклом Барраттом, Джереми Хансеном, Паоло Несполи, Сатоси Фурукава и космонавтом Алексеем Овчининым.
С марта 2015 года проходил подготовку в Центре подготовки космонавтов имени Ю. А. Гагарина в качестве бортинженера основного экипажа космических экспедиций МКС-52/53 и транспортного пилотируемого корабля «Союз МС-05». 25 июня 2015 года приступил к совместной подготовке в составе основного экипажа ТПК «Союз МС-05» вместе с командиром экипажа космонавтом Фёдором Юрчихиным и бортинженером астронавтом ЕКА Паоло Несполи. В январе 2016 года участвовал в тренировке по действиям в случае аварийной посадки в лесисто-болотистой местности зимой.
В октябре 2016 года, в связи с сокращением численного состава российских космонавтов в экипажах МКС до двух человек Межведомственная комиссия Госкорпорации «Роскосмос» утвердила новые составы основных и дублирующих экипажей длительных экспедиций к Международной космической станции в 2017 году. Джек Фишер вместе с космонавтом Ф. Юрчихиным был назначен в основной экипаж ТПК «Союз МС-04».
С 1 по 17 ноября 2016 года Фишер вместе с космонавтом Юрчихиным и астронавтом Несполи проходил на космодроме Байконур предстартовую подготовку в составе дублирующего экипажа ТПК «Союз МС-03».

## Космический полёт

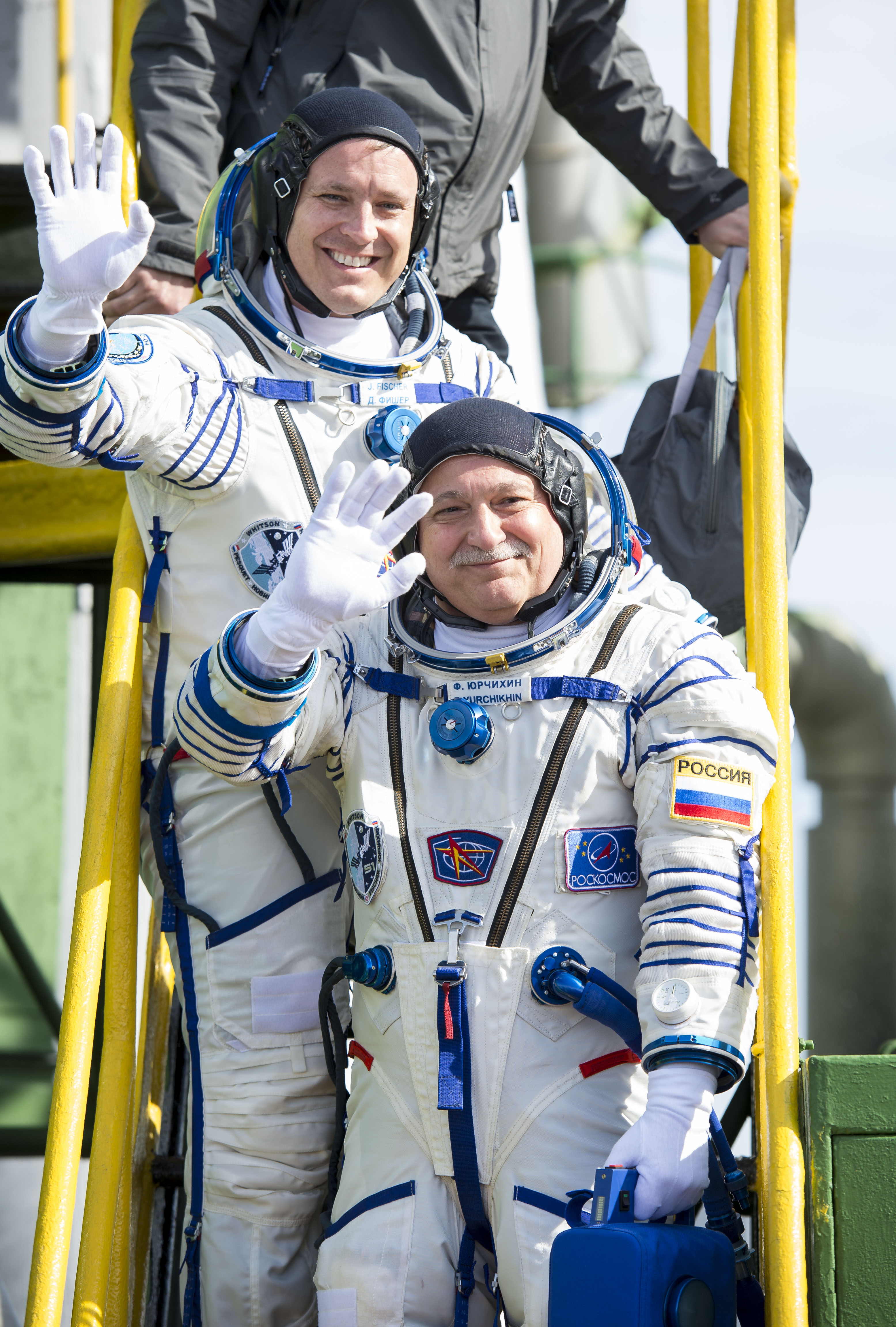
Д. Фишер и Ф. Юрчихин перед стартом (20 апреля 2017)

20 апреля 2017 года в 10:13 мск стартовал вместе с космонавтом Фёдором Юрчихиным (командир экипажа) с «Гагаринского старта» космодрома Байконур в качестве бортинженера экипажа космического корабля «Союз МС-04» и бортинженера экипажа Международной космической станции по программе МКС-51/52 основных космических экспедиций. Сближение корабля с МКС выполнялось в автоматическом режиме по четырёхвитковой шестичасовой схеме. В 16:19 мск «Союз МС-04» пристыковался к модулю «Поиск» российского сегмента МКС.

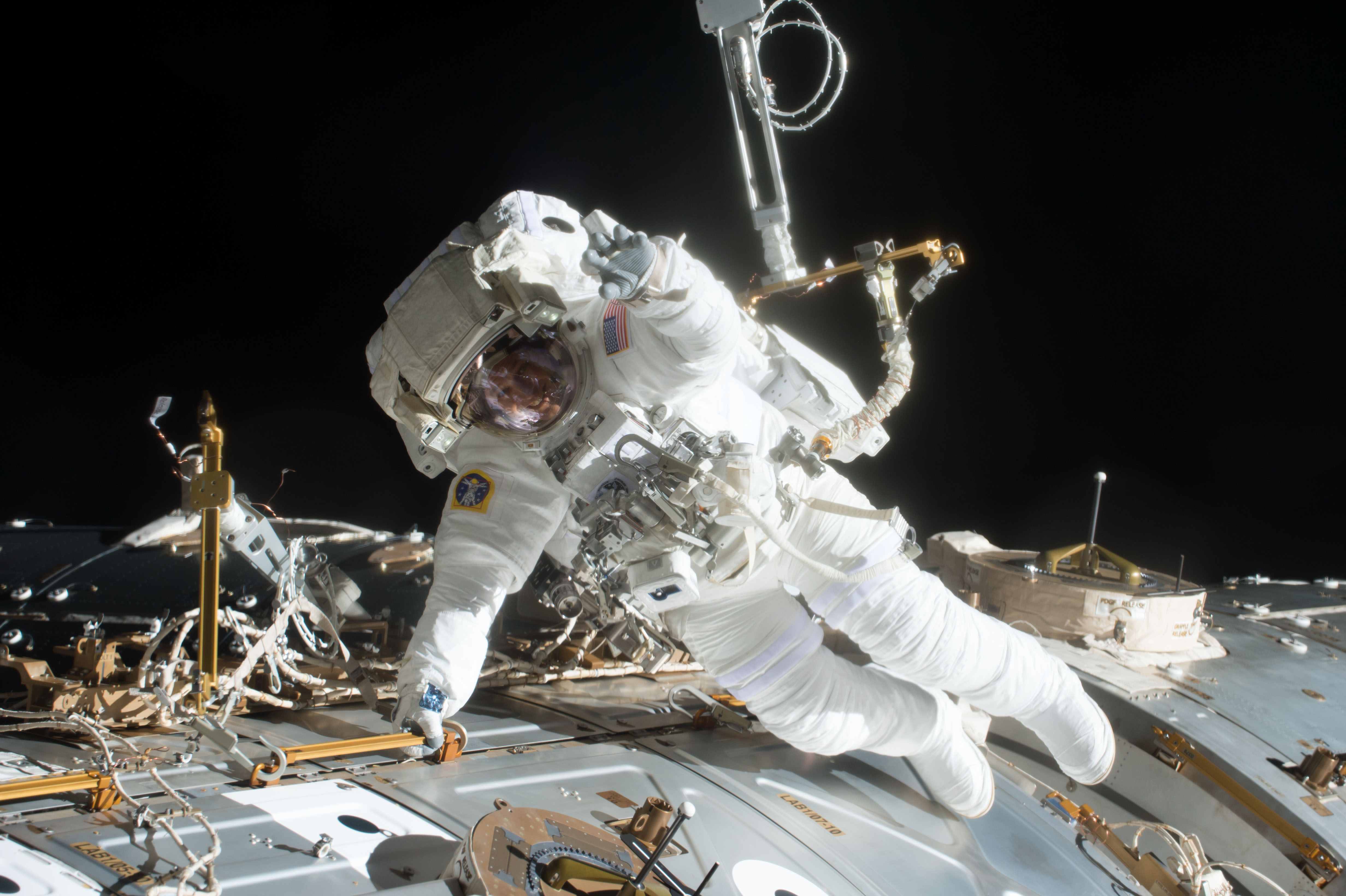
Д. Фишер во время второго выхода в открытый космос (23 мая 2017 года)

13 мая 2017 года Фишер совершил первый выход в открытый космос вместе с астронавтом Пегги Уитсон. Выход в космос был задержан на один час из-за обнаруженной в ходе приготовлений к выходу проблемы с экипировкой Фишера. В рукаве, по которому подаётся в систему скафандра вода для охлаждения и энергия, прежде чем астронавт выходит в космос, произошла небольшая утечка воды. Неисправный элемент был заменён. Сам скафандр Фишера был в порядке и астронавты вышли в открытый космос. В ходе работ на внешней поверхности станции астронавты заменили бортовой блок с электронной аппаратурой, установили камеру высокого разрешения и беспроводные антенны. Продолжительность выхода в космос составила 4 часа 13 минут, на два часа меньше, чем планировалось, из-за низкого заряда батареи скафандра Д. Фишера. Это был 200-й выход в открытый космос для экипажа МКС.
23 мая 2017 года Фишер совершил второй выход в открытый космос, снова с астронавтом Пегги Уитсон. Выход в космос был внеплановый. Астронавты заменили компоненты запасного компьютера для контроля над системами станции, который вышел из строя 20 мая 2017 года. Продолжительность выхода в открытый космос составила 2 часа 46 минут.
Приземление экипажа в составе Юрчихина, Фишера и Уитсон на спускаемом аппарате корабля «Союз МС-04» состоялось 3 сентября 2017 года в 4:22 (мск) в 148 км юго-восточнее города Жезказган в Казахстане. Продолжительность полёта Джека Фишера составила более 135 суток.
Статистика полётов
| # | Стартовый корабль | Старт                    | Экспедиция      | Корабль посадки | Посадка               | Налёт                                | Выходы в открытый космос | Время в открытом космосе |
| - | ----------------- | ------------------------ | --------------- | --------------- | --------------------- | ------------------------------------ | ------------------------ | ------------------------ |
| 1 | Союз МС-04        | 20.04.2017, 07:13:44 UTC | МКС-51 / МКС-52 | Союз МС-04      | 03.09.2017, 01:22 UTC | 135 суток 18 часов 7 минут 58 секунд | 2                        | 6 часов 59 мин           |

После ухода из НАСА в июне 2018 года перешёл на службу в штаб-квартиру Космического командования ВВС США.

## Награды
- орден «Легион почёта»[1]
- две медали «За похвальную службу» (Вооружённые силы США)[1][3];
- четыре Воздушных медалей[1][3];
- восемь медалей «За авиационные достижения»[англ.][1][3];
- медаль «За кампанию в Афганистане» (США)[2];
- медаль «За участие в глобальной войне с терроризмом»[2];
- медаль «За выдающуюся службу добровольцем»[1][3];
- медаль «За исключительные достижения» (NASA)[1]
- медаль «За космический полёт»[1].

## Семья, увлечения
Джек Фишер женат на Элизабет Фишер (до замужества Simonson). В семье — две дочери: Сара и Бетани.
Фишер ведёт активный образ жизни, увлекается виндсерфингом. Любит проводить время с семьёй, отдыхать на природе, путешествовать, читать. Радиолюбитель с позывным KG5FYH.